# Jonathan Martínez
Jonathan Josué Martínez Solano (Talamanca, Limón, Costa Rica, 19 de marzo de 1998) es un futbolista costarricense que se desempeña como mediocentro en el Municipal Santa Ana de la Segunda División de Costa Rica.

## Trayectoria

### A. D. Carmelita
El deportista proviene de Talamanca, Limón y nació el 19 de marzo de 1998. A los trece años debió dejar su localidad para vivir en el Valle Central e iniciarse en el fútbol en la Academia Wilmer López. Sus dos primeros años no le fueron fáciles, ya que en ocasiones iba sin desayunar a los entrenamientos y el recurso económico de trasladarse era limitado. Adicionalmente llegaba a dormir en los camerinos del equipo. Progresó en su formación para luego conformar la cantera de Carmelita hasta los diecisiete años.
Debutó en la alineación titular, del entrenador uruguayo Daniel Casas, el 17 de enero de 2016, fecha correspondiente al comienzo del Campeonato de Verano en la que su club enfrentó al Herediano, como visitante en el Estadio "Coyella" Fonseca. Permaneció 85 minutos en cancha para ser reemplazado por Yamil Allen, donde el marcador concluyó en derrota con cifras de 3-1. A causa de los malos resultados, su club se posicionó transitoriamente en el último lugar en la tabla general, por lo que la dirigencia relevó a Casas de su cargo para nombrar a Vinicio Alvarado como el nuevo director técnico, esto a partir de la segunda rueda de la competencia. Las posibilidades de su club en salvar la categoría se vieron reducidas, pero en la última fecha, los carmelos lograron derrotar 0-1 al Santos de Guápiles y en combinación con la pérdida de Uruguay de Coronado, terminaron quedándose en Primera División. Por otro lado, el centrocampista contabilizó cuatro partidos enfrentados y acumuló 263 minutos de acción.
Su primer gol en la máxima categoría se dio el 27 de agosto de 2017, en el duelo por la sexta fecha del Torneo de Apertura contra Liberia en el Estadio Edgardo Baltodano. Martínez convirtió el tanto de tiro libre al minuto 85' para el descuento de su equipo en la pérdida de 2-1.

### Deportivo Saprissa
El 7 de enero de 2019, Martínez es presentado oficialmente en el Deportivo Saprissa con un contrato hasta mayo de 2021.
Tras haber sufrido una lesión en el quinto metatarso que le impidió participar en el Torneo de Clausura, Martínez pudo lograr su debut hasta el 20 de julio por la primera fecha del Apertura 2019 contra San Carlos, donde apareció como titular y salió de cambio al minuto 82' por Fabricio Alemán. Su equipo perdió de visita 1-0 en esa oportunidad. Marcó su primer gol el 7 de agosto por la vuelta de la ronda preliminar de Liga Concacaf, de local ante el Belmopan Bandits de Belice. Jonathan, al minuto 53', recibió un pase de Juan Gabriel Guzmán al sector izquierdo del área y definió de manera correcta para empatar las cifras 1-1 momentáneas. Su equipo logró la victoria por 3-1. El 14 de septiembre se destapó con un doblete en el triunfo 4-0 sobre Universitarios. El 26 de noviembre se proclama campeón del torneo continental, tras vencer en la final al Motagua de Honduras.
Se estrenó en el Torneo de Clausura 2020 el 16 de enero jugando los últimos quince minutos de la victoria 3-0 sobre Guadalupe. El 29 de junio alcanzó su primer título nacional con Saprissa, luego de superar la serie final del campeonato sobre Alajuelense. El jugador obtuvo diez apariciones y puso una asistencia.
Debuta en la primera jornada del Torneo de Clausura 2021 el 13 de enero, en el empate sin goles frente a Grecia tras ingresar de cambio al minuto 78' por Jimmy Marín. Tres días después salió expulsado en el partido contra Jicaral. Recibió una sanción de dos encuentros. El 26 de mayo de 2021, Martínez se consagra campeón del torneo mediante el triunfo global de 2-4 sobre el Herediano. El 28 de mayo se comunicó su salida del club tras finalizar su contrato.

## Selección costarricense

### Categorías inferiores
El entrenador Frank Carrillo, de la Selección Sub-15 de Costa Rica, dio el 15 de junio de 2012 la lista de convocados para llevar a cabo la realización de la Copa México de Naciones. En su nómina destacó el llamado de Martínez. El 18 de junio fue el primer encuentro ante el combinado juvenil de Colombia, donde el marcador concluyó en derrota con cifras de goleada 7-0. El segundo compromiso se desarrolló al siguiente día, siendo el rival Estados Unidos. El resultado fue de pérdida de 1-3. El último juego acabó en derrota de 4-1, contra España. Por lo tanto, su país quedó en el último lugar de la tabla del grupo B sin sumar puntos.
El 31 de octubre de 2014, Luis Fernando Fallas, entrenador de la Selección Sub-17 de Costa Rica, dio en conferencia de prensa la lista de 18 futbolistas que participarían en la Eliminatoria Centroamericana previa al Campeonato de Concacaf del año siguiente; en su nómina destacó la integración de Jonathan Martínez. El 4 de noviembre fue la primera fecha de la triangular, en la cual su nación enfrentó al combinado de Belice en el Estadio Edgardo Baltodano. En esa oportunidad, el volante fungió en la titularidad, y a pesar de iniciar perdiendo desde el primer minuto de partido, su selección logró dar vuelta el resultado y triunfar con cifras de 3-1. El jugador concretó un doblete a los minutos 65' y 72'. Cuatro días posteriores fue el encuentro ante El Salvador en el mismo escenario deportivo. Martínez alcanzó la totalidad de los minutos y la victoria de 2-1 aseguró el liderato del grupo A con 6 puntos y el pase directo a la competencia continental.
El 31 de enero de 2015, Marcelo Herrera, nuevo técnico de la Selección Sub-17 de Costa Rica, anunció el llamado de sus jugadores para hacer frente a la edición XLI de la Copa del Atlántico, tradicionalmente llevada a cabo en la Gran Canaria de España. Jonathan Martínez fue considerado en esta lista. El 3 de febrero se dio el primer partido ante el combinado español, en el cual Martínez estuvo en el once inicial, pero salió de cambio al minuto 77' por Daniel Villegas. El marcador fue de pérdida 3-0. De igual manera, el segundo juego culminó en derrota, siendo esta vez con marcador de 2-0 contra Portugal. El volante completó la totalidad de los minutos en esta oportunidad. El último cotejo finalizó en empate a dos tantos, frente a la Selección de Canarias en el Estadio Alfonso Silva. De acuerdo con los resultados obtenidos por su país, los costarricenses finalizaron en el cuarto puesto del torneo.

#### Campeonato Sub-17 de Concacaf 2015
Bajo la dirección técnica del argentino Marcelo Herrera, la categoría costarricense enfrentó el Campeonato Sub-17 de la Concacaf de 2015, competencia que se realizó en territorio hondureño. El 28 de febrero fue la primera fecha contra Santa Lucía en el Estadio Olímpico Metropolitano. Mediante los dobletes de sus compañeros Andy Reyes y Kevin Masis, su nación triunfó con cifras de goleada 0-4. La segunda jornada del torneo del área se efectuó el 3 de marzo ante Canadá, en el mismo escenario deportivo. Martínez hizo un gol de penal al minuto 17' y el marcador concluyó en pérdida de 2-3. Tres días después su país volvería a ganar, siendo esta vez con resultado de 4-1 sobre Haití. El 9 de marzo se dio un triunfo 2-0 contra Panamá y tres días posteriores el empate a un tanto frente al combinado de México. Con este rendimiento, los costarricenses se ubicaron en la zona de repechaje y el 15 de marzo se llevó a cabo el compromiso por esta definición en el Estadio Francisco Morazán, donde su conjunto tuvo como adversario a Canadá. La victoria de 3-0 adjudicó la clasificación de su selección al Mundial Sub-17 que tomaría lugar ese mismo año.

#### Mundial Sub-17 de 2015
El director técnico de la selección Marcelo Herrera, dio la lista de convocados para el Campeonato Mundial de 2015, desarrollado en Chile. Anteriormente, su país enfrentó partidos amistosos contra conjuntos argentinos y el 6 de agosto se dio a conocer que estaría en el grupo E. El primer encuentro se realizó el 19 de octubre en el Estadio Municipal de Concepción frente a Sudáfrica; sus compañeros Kevin Masis y Andy Reyes anotaron para el triunfo de 2-1, mientras que Jonathan fue titular pero salió de cambio por Brandon Salazar al minuto 64'. Tres días después, su país tuvo el segundo cotejo contra Rusia en el mismo escenario deportivo; el empate a un gol prevaleció hasta el final. El 25 de octubre fue el último partido de la fase de grupos ante Corea del Norte en el Estadio Regional de Chinquihue; el marcador fue con derrota de 1-2. Según los resultados obtenidos en esta etapa, su país alcanzó el segundo lugar con 4 puntos y con esto, el pase a la ronda eliminatoria. El 29 de octubre se efectuó el juego de los octavos de final de la competencia, donde su selección enfrentó a Francia. Martínez apareció en el once estelar y la igualdad sin anotaciones provocó que esta serie se llevara a los lanzamientos desde el punto de penal, en la cual el 3-5 favoreció a los costarricenses, y logrando así su primera clasificación a cuartos de final desde que se estableció el actual formato. El 2 de noviembre se llevó a cabo el encuentro contra Bélgica, en el que su combinado perdió con marcador de 1-0, quedando eliminado. El centrocampista fue parte integral del equipo al contabilizar las cinco presencias, con un acumulado de 311 minutos disputados.
| Mundial                     | Sede  | Resultado        |
| --------------------------- | ----- | ---------------- |
| Copa Mundial Sub-17 de 2015 | Chile | Cuartos de final |

Desde el 19 de enero de 2016, el mediocentro organizador fue considerado en la nómina del director técnico Marcelo Herrera, para disputar una serie de amistosos con la Selección Sub-20 en España. El 21 de marzo fue el primer encuentro ante el Marbella F.C. en el Estadio José Burgos. El futbolista fue titular en la victoria de 5-0, con goles de sus compañeros Ariel Zapata, John Lara, Marvin Loría y Jimmy Marín, quien hizo doblete. Dos días después, los costarricenses efectuaron su segundo compromiso, teniendo como adversario el combinado de Catar en el Estadio La Cala en Málaga. El jugador empezó desde la suplencia y el marcador terminó en la derrota de 2-0. El 24 de marzo se desarrolló el tercer cotejo frente al Estepona, partido en el cual alineó en el once estelar, mientras que su conjunto triunfó con marcador de 2-0. Tres días posteriores, su selección salió con una pérdida de 1-0 contra el Þróttur Reykjavík de Islandia. El 28 de marzo fue el último juego, en la goleada de 6-1 sobre el filial del Málaga. Los dobletes de Marvin Loría y de Shuander Zúñiga, sumado a las otras anotaciones de Flavio Fonseca y Kevin Masís, fueron los que marcaron la diferencia en el resultado. Con esto los Ticos finalizaron su preparación en territorio español.
El 3 de mayo de 2016, Martínez aguardó en la suplencia en la derrota 1-3 de su país frente a Honduras, en el Complejo Deportivo Fedefutbol-Plycem. Dos días después fue el segundo compromiso, de nuevo contra los hondureños. El futbolista apareció como titular y el resultado fue de igualdad a dos tantos.
El centrocampista fue llamado por el entrenador Marcelo Herrera para la incorporación a los entrenamientos con la Selección Sub-20 de Costa Rica. Su combinado posteriormente viajó a Valencia, España, para la edición XXXIII del Torneo Internacional COTIF. Jonathan Martínez debutó como titular, en el partido de inauguración de la competencia, el 24 de julio de 2016 contra el conjunto de México. Las dos escuadras de la misma confederación mostraron conservadurismo en su juego, lo que influyó en el marcador para que terminara empatado sin anotaciones. Tres días después, su país tenía como rival a Marruecos. Sin embargo, por incomparecencia de los marroquíes, estos debieron retirarse del evento deportivo y el reglamento favoreció a los costarricenses en otorgarles la victoria de 3-0. Como reposición del juego, la Tricolor tuvo como adversario al colegio Salesiano Don Bosco de Valencia en un enfrentamiento de carácter amistoso. Martínez apareció en el once inicial y sus compañeros Luis Hernández y Gerson Torres anotaron para el triunfo de 2-0. En el tercer encuentro realizado el 30 de julio, su selección hizo frente a Argentina. Martínez alcanzó la totalidad de los minutos y el resultado finalizó en pérdida de 1-0. El último cotejo se disputó el 1 de agosto contra Catar, donde los desaciertos en los pases de los dos países repercutieron en el buen accionar del partido. A diferencia de lo ocurrido al inicio del torneo, Martínez en esta ocasión debió esperar desde el banquillo, pero ingresó de cambio por Roberto Córdoba al minuto 41'. No obstante, una nueva pérdida de 2-0 dejó a los costarricenses fuera de la zona de semifinales, tras obtener la ubicación en el cuarto puesto del grupo B con 4 puntos. Una vez terminada la competencia, los seleccionados viajaron a Madrid y entrenaron en el Complejo Deportivo Valdebebas, campo de concentración del equipo Real Madrid. Fueron recibidos por el guardameta Keylor Navas y tuvieron dos amistosos ante el Deni FC de Alicante y Venezuela, juegos que concluyeron con victoria de 2-1 y derrota de 1-0, respectivamente.
El 11 de agosto de 2016, el futbolista fue tomado en consideración en el fogueo internacional contra el combinado de Japón, como parte de la gira en el continente asiático. Martínez esperó desde el banquillo y el resultado fue de 1-0 a favor de los costarricenses, con gol de su compañero Brayan Rojas al minuto 14'. Un día después se desarrolló el segundo partido, ante Eslovaquia en el Shizuoka Ashitaka Athletic Stadium, de territorio japonés. En esta oportunidad el jugador fue titular y su conjunto perdió con cifras de 2-0. El lateral volvió a formar parte de la alineación principal, en el último cotejo desarrollado el 14 de agosto en el Estadio Ecopa frente a la escuadra de Japón, con la particularidad de su rival al poseer seleccionados de la ciudad de Shizuoka. No obstante, su país registró una nueva derrota, con marcador de 1-0.
El 19 de diciembre de 2016, Martínez entró en la convocatoria para el amistoso ante Estados Unidos, de local en el Complejo Deportivo Fedefútbol-Plycem. En el partido apareció como titular con la dorsal «19», y estuvo por 65 minutos en la igualada sin anotaciones.
La primera convocatoria del año del combinado Sub-20 de su nación tuvo lugar el 30 de enero de 2017, en la cual se dio a conocer la nómina de 30 jugadores de cara a los encuentros amistosos en territorio hondureño. En el selecto grupo apareció el llamado de Jonathan Martínez. El primer encuentro se realizó el día siguiente en el Estadio Carlos Miranda de Comayagua, donde su país enfrentó al conjunto de Honduras. En esa oportunidad, el centrocampista inició en la suplencia y el resultado acabó en derrota de 3-2. El 3 de febrero fue el segundo compromiso, de nuevo contra los catrachos en el mismo escenario deportivo. La misma situación se repetiría para el jugador y el marcador definió la pérdida de 2-0.

#### Campeonato Sub-20 de Concacaf 2017
El representativo costarricense Sub-20, para el Campeonato de la Concacaf de 2017, se definió oficialmente el 10 de febrero. En la lista de convocados que dio el director técnico Marcelo Herrera se incluyó al mediocentro. El primer partido fue el 19 de febrero en el Estadio Ricardo Saprissa, donde su combinado enfrentó a El Salvador. En esta oportunidad, Martínez quedó en el banquillo mientras que el resultado concluyó con la derrota inesperada de 0-1. La primera victoria de su país fue obtenida tres días después en el Estadio Nacional, con marcador de 1-0 sobre Trinidad y Tobago, y el anotador fue su compañero Randall Leal por medio de un tiro libre. El 25 de febrero, en el mismo escenario deportivo, la escuadra costarricense selló la clasificación a la siguiente ronda como segundo lugar tras vencer con cifras de 2-1 a Bermudas. El 1 de marzo, su conjunto perdió 2-1 contra Honduras, y dos días después empató a un tanto frente a Panamá. Con este rendimiento, la selección de Costa Rica quedó en el segundo puesto con solo un punto, el cual fue suficiente para el avance a la Copa Mundial que tomaría lugar en Corea del Sur. Estadísticamente, el volante acumuló solamente 22 minutos de acción en un total de dos juegos disputados, ambos ingresando de cambio.

#### Mundial Sub-20 de 2017
Durante la conferencia de prensa dada por el entrenador Marcelo Herrera, el 28 de abril, se hizo oficial el anuncio de los 21 futbolistas que tuvieron participación en la Copa Mundial Sub-20 de 2017 con sede en Corea del Sur. En la lista apareció el mediocampista Jonathan Martínez, siendo este su segundo torneo del mundo después de su actuación con la Sub-17 en 2015.
Previo al certamen, su nación realizó encuentros amistosos en territorio surcoreano. El primero de ellos se efectuó el 9 de mayo contra Arabia Saudita en el Estadio Uijeongbu, donde Martínez apareció en el once inicial y logró un gol al minuto 3' para el 1-0 transitorio. Su compañero Jimmy Marín amplió la ventaja en la victoria con cifras de 2-0. En el mismo escenario deportivo tuvo lugar el segundo cotejo, dos días después, de nuevo frente a los sauditas. En esta oportunidad, el centrocampista entró de cambio y su conjunto volvió a ganar, de manera ajustada 1-0 con anotación de Jostin Daly. El último fogueo fue el 15 de mayo ante Sudáfrica en el Eden Complex. El volante regresó a su posición de titular, salió de cambio por Cristopher Núñez y el resultado fue de pérdida 1-2.
El compromiso que dio inicio con la competición para su país fue ejecutado el 21 de mayo en el Estadio Mundialista de Jeju, donde tuvo como contrincante a Irán. El centrocampista completó la totalidad de los minutos en la derrota inesperada de 1-0. En el mismo recinto deportivo se disputó el segundo juego contra Portugal, esto tres días después. Aunque su escuadra empezó con un marcador adverso, su compañero Jimmy Marín logró igualar las cifras, mediante un penal, para el empate definitivo a un tanto. La primera victoria para su grupo fue el 27 de mayo ante Zambia en el Estadio de Cheonan, de manera ajustada con resultado de 1-0 cuyo anotador fue Jostin Daly. El rendimiento mostrado por los costarricenses les permitió avanzar a la siguiente fase como mejor tercero del grupo C con cuatro puntos. El 31 de mayo fue el partido de los octavos de final frente a Inglaterra, en el Estadio Mundialista de Jeonju. Para este cotejo, su nación se vería superada con cifras de 2-1, insuficientes para trascender a la otra instancia. Por otra parte, el volante contabilizó 165 minutos de acción en dos apariciones.
| Mundial                     | Sede          | Resultado        |
| --------------------------- | ------------- | ---------------- |
| Copa Mundial Sub-20 de 2017 | Corea del Sur | Octavos de final |

#### Juegos Centroamericanos 2017
El 29 de noviembre de 2017, Martínez entró en la lista oficial de dieciocho jugadores del entrenador Marcelo Herrera, para enfrentar el torneo de fútbol masculino de los Juegos Centroamericanos, cuya sede fue en Managua, Nicaragua, con el representativo de Costa Rica Sub-21. Debutó como titular —con la dorsal «10»— y completó la totalidad de los minutos en el primer juego del 5 de diciembre, contra Panamá en el Estadio Nacional. El único tanto de su compañero Andy Reyes al 66' marcó la diferencia para el triunfo por 1-0. Para el compromiso de cuatro días después ante El Salvador, el centrocampista entraría de cambio al minuto 61' por Bernald Alfaro mientras que el resultado se consumió empatado sin goles. Los costarricenses avanzaron a la etapa eliminatoria de la triangular siendo líderes con cuatro puntos. El 11 de diciembre apareció en el once inicial y jugó los 90 minutos en la victoria de su país 1-0 —anotación de Esteban Espinoza— sobre el anfitrión Nicaragua, esto por las semifinales del torneo. La única derrota de su grupo se dio el 13 de diciembre, por la final frente a Honduras (1-0), quedándose con la medalla de plata de la competencia.
| Juegos                       | Sede      | Resultado  |
| ---------------------------- | --------- | ---------- |
| Juegos Centroamericanos 2017 | Nicaragua | Subcampeón |

#### Juegos Centroamericanos y del Caribe 2018
El 6 de julio de 2018, se anunció el llamado de la selección Sub-21 dirigida por Marcelo Herrera para conformar la nómina que le haría frente al torneo de fútbol de los Juegos Centroamericanos y del Caribe, lista en la cual Martínez quedó dentro del selecto grupo. Realizó su debut el 20 de julio en el Estadio Romelio Martínez de Barranquilla contra el anfitrión Colombia, donde alcanzó la totalidad de los minutos en la derrota por 1-0. Dos días después pero en el mismo escenario deportivo, Martínez de igual manera fue titular mientras que su escuadra sumó la primera victoria de 3-2 sobre Trinidad y Tobago. Tras el nuevo revés dado el 24 de julio ante Honduras con marcador de 1-2, su selección quedó eliminada en fase de grupos y ocupó el tercer lugar de la tabla.
| Juegos                                    | Sede     | Resultado      |
| ----------------------------------------- | -------- | -------------- |
| Juegos Centroamericanos y del Caribe 2018 | Colombia | Fase de grupos |

### Selección absoluta
El 28 de agosto de 2018, Jonathan fue incluido en la lista de convocados de la selección costarricense por el entrenador interino Ronald González, como parte de la nueva generación de futbolistas que enfrentarían una serie de juegos amistosos en el continente asiático. El 7 de septiembre, en el partido contra Corea del Sur en el Estadio de Goyang, el centrocampista aguardó desde el banquillo y vio la pérdida de su combinado con cifras de 2-0. El 11 de septiembre, para el fogueo frente a Japón celebrado en la ciudad de Suita, Martínez de igual forma se quedó sin acción mientras que su selección terminó con la derrota por 3-0.

## Clubes
| Club               | País       | Año         |
| ------------------ | ---------- | ----------- |
| A. D. Carmelita    | Costa Rica | 2016 - 2018 |
| Deportivo Saprissa | Costa Rica | 2019 - 2021 |

## Palmarés

### Títulos nacionales
| Título                         | Club                | País       | Año  |
| ------------------------------ | ------------------- | ---------- | ---- |
| Primera División de Costa Rica | Deportivo Saprissa  | Costa Rica | 2020 |
| Primera División de Costa Rica | Deportivo Saprissa  | Costa Rica | 2021 |
| Segunda División de Costa Rica | Municipal Santa Ana | Costa Rica | 2023 |

### Títulos internacionales
| Título        | Club               | Lugar    | Año  |
| ------------- | ------------------ | -------- | ---- |
| Liga Concacaf | Deportivo Saprissa | Honduras | 2019 |